# Piotr Hertel

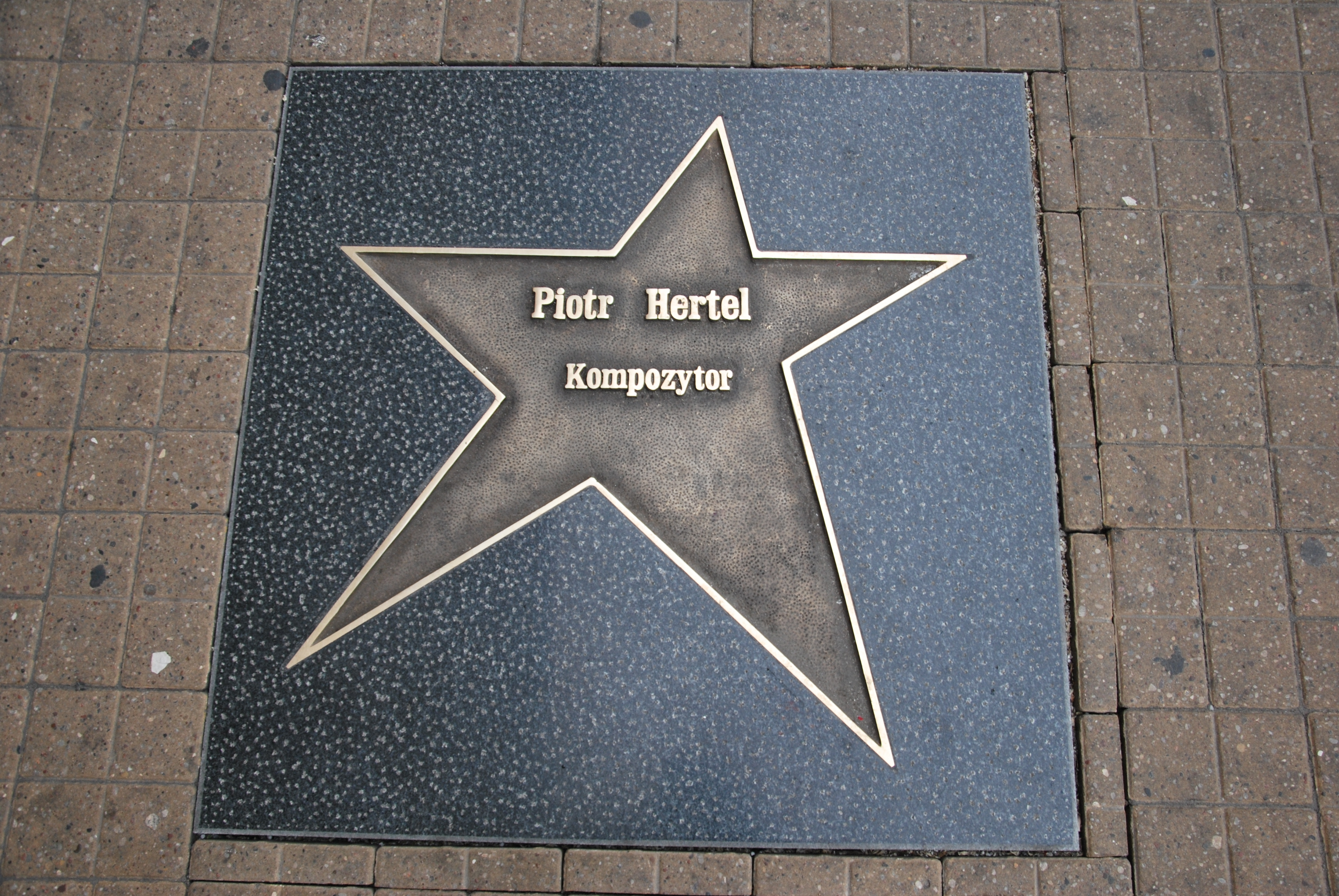
Gwiazda Piotra Hertla w łódzkiej Alei Gwiazd

Piotr Hertel (ur. 19 maja 1936 w Łodzi, zm. 19 listopada 2010 tamże) – polski kompozytor muzyki filmowej i teatralnej.
Twórca muzyki do piosenek, np. „Parasolki” i „Moja bezsenność” do słów Janusza Słowikowskiego, a także autor muzyki do seriali dla dzieci, m.in. produkcji Studia Filmowego Se-ma-for: Miś Uszatek, Przygody Gapiszona, Mały pingwin Pik-Pok czy Trzy misie i Plastusiowy pamiętnik.

## Życiorys
Studiował w PWSM w Łodzi fortepian w klasie H. Ilcewicz, później Z. Szymonowicza, a następnie kompozycję w klasie T. Paciorkiewicza. W 1972 roku ukończył studia kompozytorskie u T. Kiesewettera. Od 1992 roku prowadził w macierzystej uczelni zajęcia w Studiu Komputerowym Muzyki Elektronicznej, którego był współzałożycielem i kierownikiem. W latach 1992–1997 wykładał w łódzkiej PWSFTViT, gdzie prowadził zajęcia z interpretacji piosenki. Przez ponad trzydzieści lat do 1997 roku sprawował funkcję kierownika muzycznego w Teatrze im. S. Jaracza w Łodzi.
Komponowaniem zajął się na przełomie lat 50. i 60. W 1956 roku był jednym ze współzałożycieli Studenckiego Teatru Satyryków „Pstrąg”, w którym działał do roku 1967 jako kompozytor, pianista i reżyser. Współpracował z teatrami w Łodzi, Warszawie (Teatr Powszechny, Teatr Nowy, Teatr Dramatyczny), Katowicach (Teatr Śląski), Szczecinie (Teatr Współczesny), z łódzkim i warszawskim Teatrem Telewizji, a ponadto teatrami w Zielonej Górze, Opolu, Płocku i w byłej Jugosławii (Zenica, Mostar, Sarajewo). Współpracował z takimi reżyserami jak Jerzy Antczak, Józef Gruda, Jerzy Afanasjew, Jerzy Grzegorzewski, Jan Maciejowski, Maciej Prus, Bogdan Hussakowski. W dorobku Piotra Hertla znajduje się kilkanaście komedii muzycznych i musicali, wystawianych m.in. w teatrach muzycznych Łodzi i Gdyni.
Pochowany na Starym Cmentarzu w Łodzi.
W maju 2012 w Alei Gwiazd w Łodzi odsłonięto gwiazdę upamiętniającą Piotra Hertla.

## Kompozytor muzyki do filmów
- 1961: Kiedy tak pada śnieg
- 1961: Wojtuś i Bacuś
- 1962: Sombrero
- 1962: Mężczyźni na wyspie
- 1963: Eskapada
- 1964–1965: Tomek i pies
- 1964: Przygody Gapiszona
- 1964: Hałas
- 1966: Z przygodą na ty
- 1971: Wiktoryna, czyli czy pan pochodzi z Beauvais?
- 1972: Skarb trzech łotrów
- 1974: Spacer pod psem
- 1974: Skąd pociągi do Paryża nie odjeżdżają
- 1974: Głowy pełne gwiazd
- 1975–1987: Miś Uszatek, 102 odcinki
- 1975: Była sobie raz królewna...
- 1975: Egzekucja w ZOO
- 1976: Ocalić miasto
- 1977: Poza układem
- 1977: Milioner
- 1977: Granica
- 1977: Akcja pod Arsenałem
- 1979: Ucieczka
- 1979: Dziecko Dżelady
- 1979: Jajko
- 1979: W słońcu i w deszczu
- 1979: Zerwane cumy
- 1980: W słońcu i w deszczu
- 1980: Plastusiowy pamiętnik
- 1981: Murmurando
- 1982: Leśne skrzaty i kaczorek Feluś
- 1982–1986: Trzy misie
- 1985: Głód
- 1985: Tate
- 1986: Pogrzeb lwa
- 1987–1988: Jeż Kleofas
- 1987: Rzeka kłamstwa
- 1987-1988: Biała broń
- 1988: Dawni kronikarze zapisali...
- 1988: Nowy Jork, czwarta rano
- 1989–1992: Mały pingwin Pik-Pok
- 1989: Kaczorek Feluś
- 1989: Gdańsk 1939
- 1989: Modrzejewska
- 1991–1993: Bąblandia
- 1991: Byłem w Sonderkommando (dokumentalny)
- 1991: ...i zdrada (dokumentalny)
- 1991: Jeszcze tylko ten las
- 1992: Wielka wsypa
- 1993: Tu stoję...
- 1994: Szczur
- 1996–1997: Dom, odcinki 13-20
- 1996: Spóźniona podróż
- 2000: Dom, odcinki 21-24